# ミニバスケットボール
ミニバスケットボール（Mini basketball）は、通常のバスケットボールよりも小さいボールや狭いコートなどで行われる球技である。通称はミニバスと呼ぶ。小学生はミニバスケットボールを通常のバスケットボールと意識することが多いので、単にバスケットボールやバスケと呼ばれることが多い。
国際バスケットボール連盟のミニバスケットボール部門が管轄する試合では11歳以下の年齢制限がある。日本ミニバスケットボール連盟では日本では12歳以下の小学生が対象。
バスケットボールとミニバスケットボールはサッカーとフットサルの関係に似ているが、ミニバスケットボールは年齢制限による体格差を意識した競技であり、フットサルのように年齢に関係なく競技されるものとは異なる。

## 歴史
ミニバスケットボールは子どもの体格や体力に合わせて、通常のバスケットボールよりもボールは小さく、コートは狭く、ゴールは低くミニサイズに設定したもので東京都体育教諭平川謙二郎らによって考案された。
日本では1970年に京都府バスケットボール協会創立50周年記念としてミニバスケットボール大会が開催され、これが第1回全国ミニバスケットボール大会となる。
1976年に日本ミニバスケットボール連盟が設立され、1977年の第8回大会より主催に加わる。
全国大会は毎年3月に開催されている。第17回より国立代々木競技場を会場としているが、改修工事のため第38回は千葉県の各会場で開催された。
ミニバスケットボールは学校の部活と地域のクラブチームがあるが、クラブチームが圧倒的な数を占める。また、小学生の男女総じて人気が高い。

## ルール
中学生以上のバスケットボールと比べルールは一部異なっている。
- コートは縦28m〜22m、横15m〜12m、ボールは中学生より一回り小さい5号球を使用、リングの高さは一般の高さより45cm低い2m60cm。
- スリーポイントシュートがなく、通常時のショット（フィールドゴール）は全て2点、また、ファウルによって行われるフリースローによる得点は1点である。ファールによって打つ回数が違う。(1回もしくは2回)
- ショットクロックは24秒。オフェンスリバウンドのみ14秒が適用される。
- ボールをバック・コートに返すヴァイオレイションや8秒ルールが適用されない。
- 試合時間は6分×4クォーター制（※一般ルールの「ピリオド」ではない）。延長は各3分。
- 第1クォーターから第3クォーターまでに、10人以上の選手が1クォーター以上、2クォーターを超えない時間ゲームに出場しなければならない。また、選手交代はやむをえない場合以外はクォーター・タイム、ハーフ・タイム、第4クォーター・延長時限のチャージド・タイムアウトのみ行うことができる。
- タイムアウトは各クォーターにつき1回(45秒）。最後のフリースローのゴール後にも請求できる。

などがある。

## ミニバスケットボールをテーマにした作品
小説
- ロウきゅーぶ!（作：蒼山サグ、絵：てぃんくる）